# Jean van Styrum
Jean baron van Styrum, né Jan van Styrum le 27 décembre 1757 et décédé le 16 juin 1824 à Haarlem, était un politicien néerlandais pendant la République batave, le royaume de Hollande, l'annexion des Pays-Bas par la France et le royaume des Pays-Bas.

## Biographie
Jan van Styrum  est issu d'une famille de patriciens de la ville de Haarlem, puis de politiciens. Il était le fils du maître Jan van Styrum (1721-1774), échevin de Haarlem et d'Anna Maria Visscher. Son grand-père fut échevin et bourgmestre de Haarlem et membre des États de Hollande. Son fils, Floris Willem baron van Styrum était également membre des États de Hollande, puis des États de Hollande-Septentrionale, son petit-fils jhr. F.W. van Styrum était membre du Tweede Kamer. Sa sœur Maria van Styrum était mariée à Leopold de Limburg Stirum, politicien, membre du triumvirat qui fin 1813 préparait le retour au pouvoir du prince Guillaume Ier des Pays-Bas.
Jan van Styrum a étudié le droit à Utrecht. Il obtenait son doctorat le 4 juillet 1778 avec la thèse De variis modis quibus liberi naturules legitimentur.
Le 4 décembre 1785 il épousa Johanna Anna van Vollenhoven dont il a dix enfants.
Van Styrum était membre de la franc-maconnerie Vicit Vim Virtus à Haarlem.
Jan van Styrum a rempli de 1783 jusqu'à sa mort en 1824 des fonctions administratives et politiques sous tous les différents gouvernements de son temps.
Il a été en 1783 conseiller municipal (vroedman), en 1784 et en 1787 échevin et en 1793 maire principal de la ville de Haarlem. En 1794, il rejoint un club révolutionnaire et également un club secret de patriotes qui se préparent à former un gouvernement provisoire à la proclamation de la République batave ; 6 membres de ce dernier club formaient 60 clubs de chacun dix membres qui étaient en correspondance entre eux pour se préparer au changement de pouvoir. Puis, la révolution se déroulait à Haarlem le 18-19 janvier 1795.

### République batave
Vn Styrum devenait pour la République batave membre de l'Assemblée provisoire des représentants du peuple de la Hollande de 26 janvier 1795 jusqu'au mars 1796. En octobre 1796, il était membre du Conseil du gouvernement provisoire de la Hollande (province de la République batave). En outre, il continue de s'acquitter des fonctions administratives dans sa ville de Haarlem.
Puis, il fut membre du Parlement batave de 1801 à 1805, et il en est en 1803 président (fonction roulante). En même temps, il est depuis 1801 conseiller d’État.

### Royaume de Hollande
En 1806, il fut nommé membre d'une commission chargée de négocier avec Napoléon à Paris pour défendre la royauté de Louis Napoléon. Il est signataire du traité de Paris (24 mai 1806), par lequel Napoléon Ier installe son frère Louis Napoléon en tant que roi de Hollande. Jean van Styrum conservait alors sa fonction de conseiller d’État (jusqu'en 1809) et également sa fonction de membre du corps législatif (jusqu'en 1810).
En 1807, il fut Landdrost (préfet) du département d'Amstelland.
Van Styrum était devenu en 1805 directeur de la Hollandsche Maatschappij der Wetenschappen (Société hollandaise des sciences), fondée à Haarlem en 1752 . C'était pourquoi Louis Bonaparte lui fait membre de la Commission qui en 1806 examinait les possibilités d'organiser les arts et les sciences selon le modèle français. Cette commission a préparé la création en 1808 de l’Institut royal des sciences, précurseur de l’Académie royale néerlandaise des arts et des sciences.

### Premier Empire
En 1810, l'empéreur Napoléon annexait le royaume de Hollande à son Empire français. Le département d'Amstelland est inséré dans le département français nouvellement formé du Zuyderzée, dont landdrost Van Styrum fut préfet par intérim, en attendant l'arrivée d'Antoine Philippe de Visscher de Celles, qui venait de quitter le poste de préfet de la Loire-Inférieure, puis Van Styrum succèdait à de Celles à la préfecture de la Loire-Inférieure de 1810 à 1813. En poste lors de la restauration du Théâtre Graslin de Nantes en 1811, ses armoiries ornent la façade de l'édifice.

### Royaume des Pays-Bas
Van Styrum retourne à Haarlem, le 12 mars 1813. Il n'a pas de fonction publique pendant la période de la Principauté souveraine des Pays-Bas unis, 1813-1815. Après l’établissement du Royaume des Pays-Bas en 1815, il est membre du Conseil de la ville de Haarlem de 1815 jusqu'à sa mort en 1824.

## Honneurs
Jan Van Styrum obtient sous Louis Napoléon la grand-croix de l’ordre de l'Union, puis le même rang dans l’ordre de la Réunion. Il a reçu l'étoile de l’ordre des Deux-Siciles et il est commandeur de la Légion d'honneur.
Il a été nommé baron de l'Empire le 30 juin 1811 et il a été élevé dans la noblesse néerlandaise au titre de baron le 8 juin 1816. Il est l'ancêtre de la famille noble néerlandaise de Van Styrum.